# Daphné Corboz
Daphné Marie Corboz (Mobile, 14 giugno 1993) è una calciatrice statunitense naturalizzata francese, centrocampista del Paris FC.

## Biografia
Daphné Corboz nasce a Mobile, in Alabama, da genitori di origine francese, Michel e Christine, e dove il padre si trovava per svolgere una ricerca post-dottorato presso la University of South Alabama. Figlia d'arte, il padre Michael giocò da semiprofessionista nel Norcap Olympique Grenoble prima di trasferirsi, con la madre, dal 1992 negli Stati Uniti d'America per approfondire gli studi. Primogenita, cresce con la famiglia a Green Brook Township, New Jersey, dove venne trasmessa la passione per il calcio a tutti i figli. Sia il fratello Mael, di un anno più giovane, che Rachel, nata nel maggio 1996, giocano a un buon livello, il primo come centrocampista da anni nel campionato tedesco di calcio dopo gli inizi negli States, così come la seconda, che dal 2018 ha raggiunto la sorella in Francia.

## Carriera
Corboz inizia la carriera nel PDA Tsunami, una delle squadre gestite dal programma di calcio giovanile della Players Development Academy (PDA) di Franklin, dove il coach Dave Nolan, che in seguito l'avrebbe allenata anche a livello universitario, la notò come futuro talento. Di questo periodo sono i suoi primi successi, vincendo il campionato nazionale Elite Clubs National League Girls under 17 nel 2010 e disputando il campionato Regional under 19 l'anno successivo. Nel frattempo frequenta la Watchung Hills Regional High School, capitanando la squadra di calcio femminile dell'istituto, vevendo inoltre inserita in lista per la First Team All-State e la NSCAA High School All American.

### Calcio collegiale e universitario
Nel 2011 decide di completare gli studi all'Università di Georgetown, continuando l'attività agonistica nella locale squadra delle Georgetown Hoyas ritrovando Dave Nolan come Head Coach che si esprime nel suo confronti come una delle migliori giocatrici offensive a livello nazionale.
Alla sua prima stagione, da Freshman, scende in campo da titolare tutte le 21 partite del NCAA Women's Division I Soccer Championship, siglando 10 reti e fornendo un assist, risultando determinante per l'incremento di competitività della sua squadra rispetto agli anni precedenti. È stata selezionata per la All-Big East Third Team e per la All-Big East Rookie Team. Ha segnato due doppiette e ha realizzato un gol e un assist contro Pittsburgh. Ha giocato un elevato numero di minuti ed è stata una Big East Academic All-Star.
Nella stagione successiva è stata nominata giocatrice offensiva dell'anno della Big East dopo una stagione da record per Georgetown, venendo inoltre selezionata nel First Team All-American dalla National Soccer Coaches Association of America (NSCAA), la più giovane nella squadra tra le 14 indicate. È stata tra le semifinaliste per l'Hermann Trophy. Ha stabilito un record stagionale per Georgetown con 44 punti, segnando 18 gol (record dell'istituto) e fornendo 8 assist. A livello nazionale, si è classificata tra le migliori per punti e gol a partita e per numero totale di marcature.
Nel 2013 un infortunio la tiene lontana dai campi da gioco per le prime cinque partite di campionato, ciò nonostante è stata nominata Second Team All-America e miglior centrocampista Big East dell'anno, oltre a essere selezionata per la First Team All-Big East.

### Club
Alla fine del suo percorso universitario ottiene l'iscrizione alla facoltà di medicina della Rutgers University, trasferendosi così alla casa di famiglia nel New Jersey, e nel frattempo, nel gennaio 2015, Corboz è stata scelta dallo Sky Blue, club della sua città natale, con la 22ª scelta del NWSL Draft 2015. Tuttavia quando gli si presenta l'occasione di giocare all'estero, in Europa, decide di posticipare la scuola di medicina per sottoscrivere un contratto con le inglesi del Manchester City. A disposizione del tecnico Nick Cushing fin dalla prima partita della ripresa del campionato, Corboz debutta in FA Women's Super League 1 alla 6ª giornata, rilevando Krystle Johnston all'82' della vittoria interna per 1-0 sul Birmingham City, andando poi a rete nella giornata successiva fissando il risultato sul 3-0  nella trasferta con il Bristol Academy. Dopo la firma del rinnovo del contratto Cushing continua a darle fiducia anche nella stagione successiva, per lei 13 presenze con 2 reti in FA WSL1, stagione che vede la conquista dei primi trofei in carriera, il double campionato-FA Women's League Cup. È inoltre la sua stagione di debutto in UEFA Women's Champions League, scendendo in campo il 12 ottobre 2016, nel ritorno dei sedicesimi di finale dell'edizione 2016-2017, andando a sostituire Lucy Bronze al 77' nella netta vittoria per 4-0 sulle russe dello Zvezda 2005 Perm'. Poco più di un mese più tardi, il 25 novembre, Corboz annuncia la sua partenza dal club di Manchester.
Nel gennaio 2017 lo Sky Blue annuncia il ritorno negli Stati Uniti della centrocampista, che firma un contratto per una stagione con il club di Piscataway. Sotto la guida tecnica prima di Christy Holly e poi, dal 16 agosto, di Dave Hodgson, Corboz fa il suo debutto in National Women's Soccer League già dal primo incontro di campionato, rilevando Taylor Lytle al 73' del pareggio esterno per 1-1 con il Seattle Reign, per poi scendere in campo in altri 18 dei 24 incontri di NWSL, siglando inoltre l'unica rete alla squadra di Seattle nella combattuta vittoria casalinga per 5-4 alla 16ª giornata.
Con l'esclusione della squadra dai play-off dopo aver concluso la stagione regolare al 6º posto, il club decide di cederla in prestito fino alla ripresa della stagione 2018, accordandosi con il Fleury per quella che sarebbe diventata la sua seconda esperienza professionale europea. Arrivata in organico in ottobre, a stagione già iniziata, fa il suo debutto, da titolare, in Division 1 Féminine, al tempo la denominazione del massimo campionato francese di categoria, l'8 ottobre, alla 5ª giornata di campionato, nell'incontro casalingo perso 2-1 con il Lilla.

## Statistiche

### Presenze e reti nei club
Statistiche aggiornate al 7 maggio 2025.
| Stagione               | Squadra                | Campionato             | Campionato | Campionato | Coppe nazionali | Coppe nazionali | Coppe nazionali | Coppe continentali | Coppe continentali | Coppe continentali | Altre coppe | Altre coppe | Altre coppe | Totale | Totale |
| Stagione               | Squadra                | Comp                   | Pres       | Reti       | Comp            | Pres            | Reti            | Comp               | Pres               | Reti               | Comp        | Pres        | Reti        | Pres   | Reti   |
| ---------------------- | ---------------------- | ---------------------- | ---------- | ---------- | --------------- | --------------- | --------------- | ------------------ | ------------------ | ------------------ | ----------- | ----------- | ----------- | ------ | ------ |
| 2015                   | Manchester City        | FA WSL1                | 7          | 1          | FA WC           | ?               | ?               | -                  | -                  | -                  | FA WLC      | 4           | 0           | 11+    | 1+     |
| 2016                   | Manchester City        | FA WSL1                | 13         | 2          | FA WC           | ?               | ?               | UWCL               | 1                  | 0                  | FA WLC      | 3           | 1           | 17+    | 3+     |
| Totale Manchester City | Totale Manchester City | Totale Manchester City | 20         | 3          | -               | ?               | ?               | -                  | 1                  | 0                  | -           | 7           | 1           | 28+    | 4+     |
| 2017                   | Sky Blue               | NWSL                   | 19         | 1          | -               | -               | -               | -                  | -                  | -                  | -           | -           | -           | 19     | 1      |
| 2017-2018              | Fleury                 | D1                     | 18         | 1          | CF              | 2               | 1               | -                  | -                  | -                  | -           | -           | -           | 20     | 2      |
| 2018-2019              | Fleury                 | D1                     | 22         | 3          | CF              | 3               | 1               | -                  | -                  | -                  | -           | -           | -           | 25     | 4      |
| 2019-2020              | Fleury                 | D1                     | 16         | 3          | CF              | 1               | 0               | -                  | -                  | -                  | -           | -           | -           | 17     | 3      |
| Totale Fleury          | Totale Fleury          | Totale Fleury          | 56         | 7          | -               | 6               | 2               | -                  | -                  | -                  | -           | -           | -           | 62     | 9      |
| 2020-2021              | Paris FC               | D1                     | 22         | 1          | CF              | 1               | 0               | -                  | -                  | -                  | -           | -           | -           | 23     | 1      |
| 2021-2022              | Paris FC               | D1                     | 22         | 4          | CF              | 3               | 2               | -                  | -                  | -                  | -           | -           | -           | 25     | 6      |
| 2022-2023              | Paris FC               | D1                     | 17         | 0          | CF              | 1               | 0               | UWCL               | 2                  | 0                  | -           | -           | -           | 20     | 0      |
| 2023-2024              | Paris FC               | D1                     | 22+2       | 4+1        | CF              | 3               | 0               | UWCL               | 10                 | 0                  | -           | -           | -           | 37     | 5      |
| 2024-2025              | Paris FC               | PL                     | 21         | 0          | CF              | 3               | 0               | UWCL               | 4                  | 1                  | -           | -           | -           | 28     | 1      |
| Totale Paris FC        | Totale Paris FC        | Totale Paris FC        | 106        | 10         | -               | 11              | 2               | -                  | 16                 | 1                  | -           | -           | -           | 133    | 13     |
| Totale carriera        | Totale carriera        | Totale carriera        | 201        | 21         | -               | 17+             | 4+              | -                  | 17                 | 1                  | -           | 7           | 1           | 242+   | 27+    |

## Palmarès

### Club
- Campionato inglese: 1

Manchester City: 2016
- FA Women's League Cup: 1

Manchester City: 2016
- Coppa di Francia: 1

Paris FC: 2024-2025